# اسکات، کبک
اسکات (به فرانسوی: Scott) شهری در منطقه شهری لا نوول-بوس ناحیه شودییر-آپالاش در استان کبک کانادا است. در سرشماری سال ۲۰۱۱ این شهر ۱٬۸۲۶ نفر جمعیت داشته‌است و مساحت آن ۳۲٫۹۱ کیلومتر مربع است.